# انشطار بارد
الانشطار البارد (بالإنجليزية: Cold fission)‏، يشتمل على أحداث انشطارية لها شظايا انشطارية لها طاقة استثارة منخفضة لا ينبعث منها نيوترونات أو جاما.إن أحداث الانشطار البارد لديها احتمال منخفض جداً لدرجة أنه من الضروري استخدام مفاعل نووي عالي التدفق لدراستها.
كانت الملاحظة الأولى لأحداث الانشطار البارد في تجارب على الانشطار الناجم عن النيوترونات الحرارية لليورانيوم 233، واليورانيوم 235 والبلوتونيوم 239 باستخدام مفاعل الجريان العالي في معهد Laue-Langevin في غرونوبل، فرنسا. كما تم إجراء تجارب أخرى على الانشطار البارد بما في ذلك 248 سم و 252 فرنك سويسري. تم تطوير منهج موحد لتسوس الكتلة وتلف ألفا والانشطار البارد من قبل دورين ن بوينارو وآخرون.
تكمن أهمية ظاهرة الانشطار البارد في حقيقة أن الشظايا التي تصل إلى أجهزة الكشف لها نفس الكتلة التي حصلت عليها عند تكوين «الانشطار»، قبل أن تصبح القوة النووية الجذابة ولكن قصيرة المدى خالية، ولا يتفاعل إلا تفاعل الكولوم بين الشظايا. بعد أن يتم تحويل الطاقة الكامنة في كولوم في شظايا طاقات حركية، والتي - تضاف إلى الطاقات الحركية ما قبل الإنشائية - تقاس بواسطة أجهزة الكشف.
إن حقيقة أن الانشطار البارد يحافظ على الكتلة النووية حتى تصل شظايا الانشطار إلى الكاشفات يسمح للمجرب بتحديد ديناميكيات الانشطارية بشكل أفضل، وخاصة الجوانب المتعلقة بتأثيرات الكولومب والصدفة في انشطار الطاقة المنخفضة وكسر زوج النيكلون. اعتماد عدد من الافتراضات النظرية حول تكوين الانشطار يمكن للمرء حساب القيمة القصوى للطاقة الحركية كدالة للشحنة وكتلة الشظايا ومقارنتها بالنتائج التجريبية.